# Црква Рођења Пресвете Богородице (Сириг)
Црква Рођења Пресвете Богородице је један од православних храмова Српске православне цркве у Сиригу (мађ. Szőreg). Црква припада Будимској епархији Српске православне цркве.
Црква је посвећена Рођењу Пресвете Богородице.

## Историјат
Црква Рођења Пресвете Богородице је једноставна, једнобродна црква са звоником, која је подигнута 1785. године.
Васа Поморишац (1893-1961), српски сликар и касније професор на Ликовној академији и Академији примењених уметности у Београду, је 1912. године осликао иконостас.
Црква Рођења Пресвете Богородице у Сиригу је парохија Архијерејског намесништва сегединског чији је Архијерејски намесник Протојереј-ставрофор Илија Галић. Парох цркве у Сиригу је јереј Милан Ерић.